# Lâu đài Liw
Lâu đài Liw (tiếng Ba Lan: Zamek w Liwie) - lâu đài này là một tàn tích của một tòa lâu đài theo kiến trúc Gô tích, nó được xây dựng vào thế kỷ thứ mười lăm, nó được xem như là một thành trì bảo vệ ở thị trấn Liw. Lâu đài nằm ở  làng Liw (cách Warszawa khoảng 75 km về phía đông bắc), Masovian Voivodeship; ở Ba Lan.

## Lịch sử

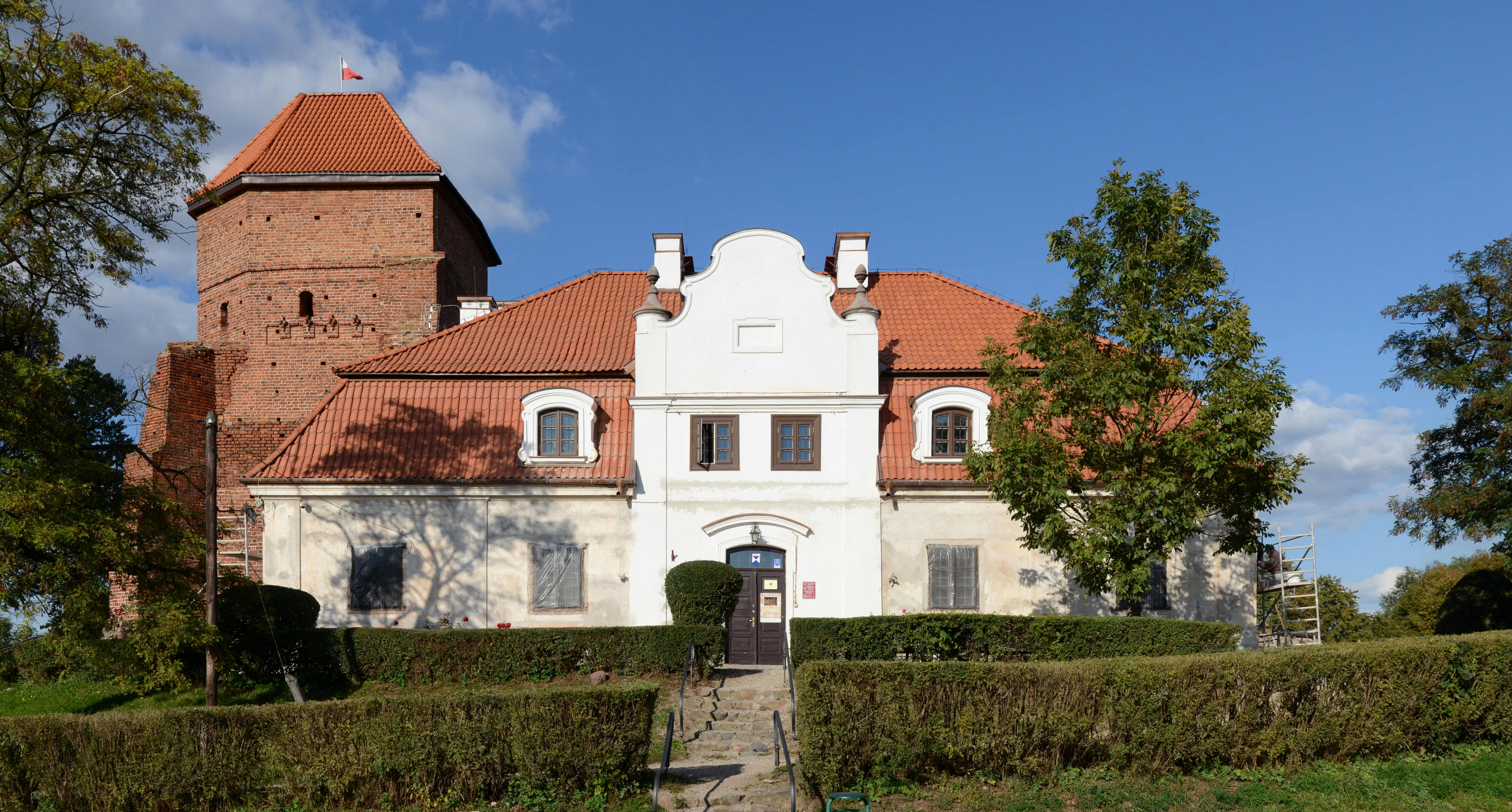
Văn phòng nhà ở - chi nhánh bảo tàng

Lâu đài được xây dựng vào nửa đầu thế kỷ thứ mười lăm bởi Công tước Masusian Janusz I của Warsaw, lâu đài được xây dựng để bảo đảm việc vượt băng qua Liwiec. Năm 1549, Bona Sforza đã đích thân ra lệnh mở rộng lâu đài. Sau Trận đại hồng thủy của người thụy điển, tất cả những gì còn lại của lâu đài chỉ là đá. Vào năm 1792, một ngôi nhà trang viên đã được xây dựng trên đỉnh của các loại xỉ than, tuy nhiên trang viên đã bị phá hủy  vào nửa thế kỷ sau đó. Sau Thế chiến II, lâu đài và trang viên đều được xây dựng lại và kể từ năm 1963, và chúng gồm có một bảo tàng, với một vài bộ sưu tập các vật phẩm trưng bày quân sự.